# 丁耀亢

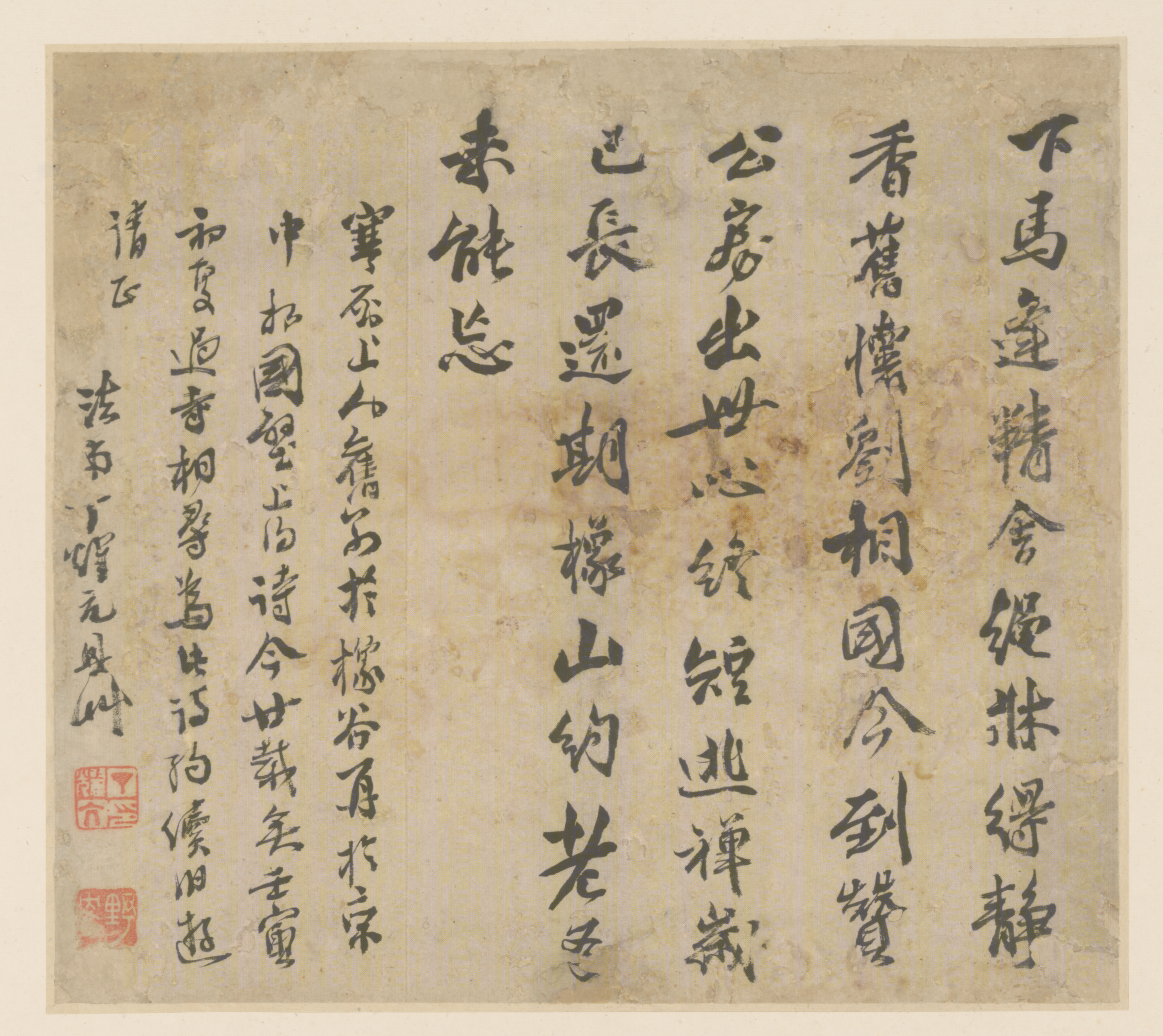
丁耀亢行楷书诗页（北京故宫博物院藏）

丁耀亢（1599年—1669年），字西生，号野鹤，又号紫阳道人、木鸡道人、辽阳鹤。山东诸城人。

## 生平
父丁惟寧是嘉靖进士，官至郧襄兵备副使。耀亢於万历三十五年出生於山东诸城，明末為諸生。入清后，官容城教谕。顺治四年（1647年）驻留泰州住于光孝寺。与李渔齐名，并称“北丁南李”。晚年雙目失明，康熙八年（1669年）臘月病逝于家中。葬于相家溝村西南黃豆山之陽。作品有《續金瓶梅》、《天史》。一說《醒世姻缘传》是丁耀亢的作品。

## 延伸阅读
[在维基数据编辑]
 在维基文库阅读此作者作品（ 在维基共享资源阅览影像）